# 박경아
박경아(1950년 ~ )는 대한민국의 여성의학자이다. 해부학을 전공하였고, 연세대 의대 해부학교실에서 근무하고 있다. 세계여자의사회의 차기 회장으로 선출되었다.

## 생애
그의 아버지는 병리학 교수였던 박정규이고, 어머니는 역시 해부학을 전공한 나복영 고려대 명예교수이다. 그는 한국전쟁이 나던 해에 태어났으나 아버지가 납북되어 아버지의 얼굴을 보지 못했다. 박정규는 경성제국대 의학부를 졸업하였고, 나복영은 경성여의전을 졸업하였다. 그는 경기여중, 경기여고를 졸업하고 어머니가 재직하고 있던 고려대 의대에 입학하였다. 대학에 재학 중에 전 고려대학교 의무 부총장인 홍승길과 만나 결혼하고 1974년 고려대학교 의과대학을 졸업 1976년 고려대학교 의과대학 대학원을 졸업하고 1976년 독일 킬(Kiel)대학에서 생리학자인 로버트 슈미트 교수의 지도로 같이 박사학위를 받았다.

## 활동
그의 어머니 나복영은 한국여의사회를 만드는 데 관여했고 3대 회장을 지냈다. 그도 2010년 4월 한국여자의사회의 회장으로 선출되었다. 여자 의사들의 국제적 연대모임인 세계여자의사회 차기 회장에 선출되어 2013년부터 회장직을 수행한다.